# Luta de inseto
A luta de insetos é uma atividade esportiva competitiva com grande gama, comumente associada a apostas, em que os insetos são colocados uns contra os outros. 

## História
Formas de combate de insetos como esporte de espectador são praticadas em regiões da China, Japão, Vietnã e Tailândia .  Alguns tipos têm uma longa história; por exemplo, luta de grilos é um passatempo chinês tradicional que remonta à dinastia Tang (618-907).  Originalmente uma indulgência dos imperadores, os combates de grilos também tornaram-se populares entre os plebeus.  Luta de besouro , com besouros tais como o besouro de rinoceronte japonês , xylotrupes socrates , dorcus titanus , goliathus e dinastinae também ocorrem. 